# Vráska

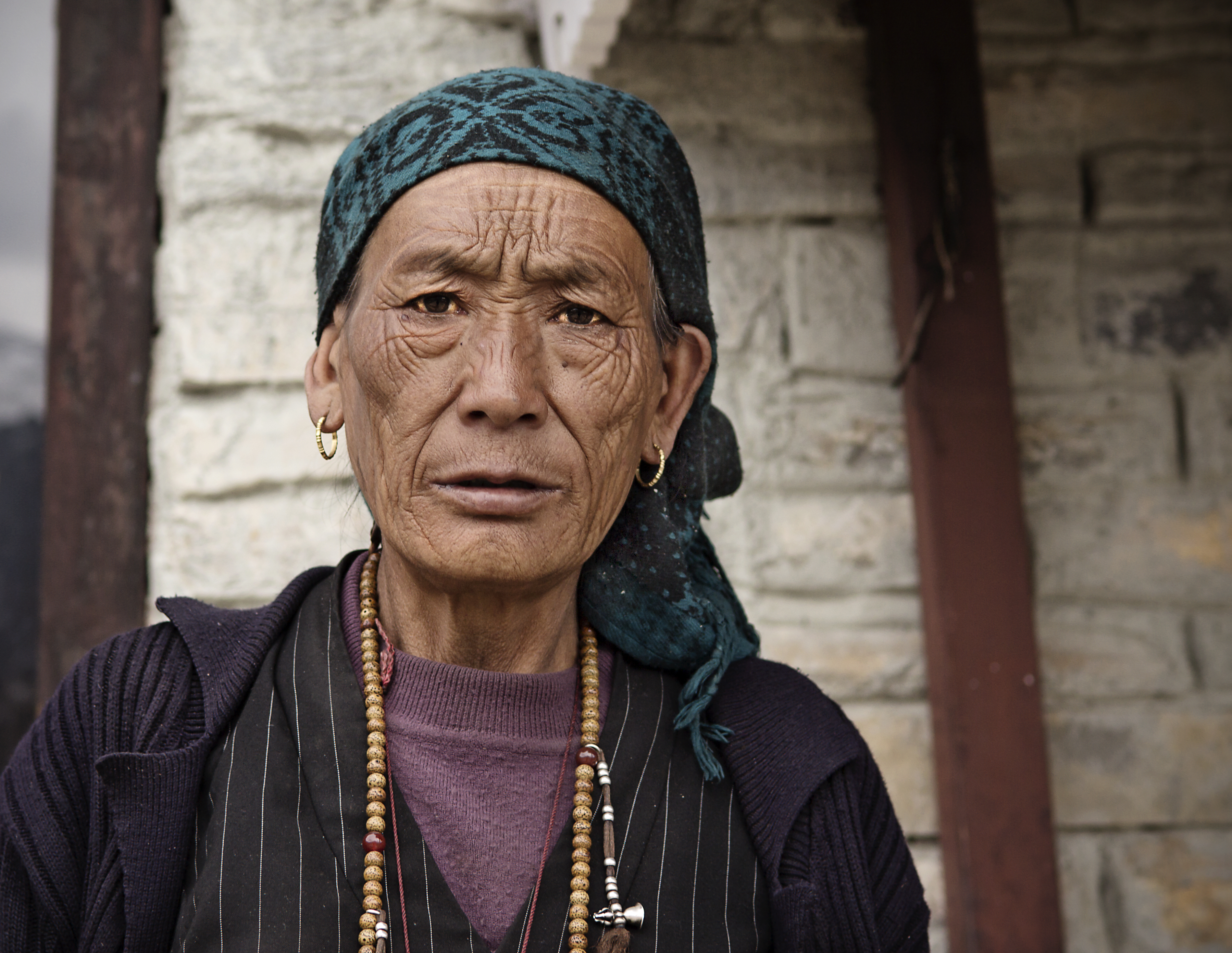
Žena s vráskami

Vráska je označení pro záhyb v kůži, který vzniká stahováním pokožky. Vrásky se nejčastěji objevují na obličeji a na krku a jsou jedním z typických projevů stárnutí. Současná estetická medicína a kosmetický průmysl uvádí na trh obrovské množství přípravků a přístrojů, které mají vrásky potlačit nebo zamezit jejich vzniku.

## Proces vzniku vrásek
K vzniku vrásek dochází v důsledku stárnutí pokožky, jejíž struktura postupem času ztrácí svou pružnost. Se zvyšujícím se věkem je spojeno také zpomalení buněčné obnovy a neschopnost kůže vytvářet dostatečné množství kvalitního kolagenu, který by rýhy v pokožce dokázal vyrovnat.
V případě dlouhodobé nedostatečné hydratace pleti pronikne zvrásnění až do škáry, která je podpůrnou tkání kůže. V takovém případě vznikají hluboké a velmi výrazné vrásky. Vrásky se dělí na statické a dynamické (mimické). Dynamické vrásky vznikají kontrakcí svalů, které způsobuje mimika tváře. Objevují se obvykle okolo 35 let. Statické vrásky způsobuje povadnutí spodní výstelkové vrstvy kůže a zpomalená produkce kolagenu. Vznik statických vrásek lze pozorovat okolo 40. roku věku.

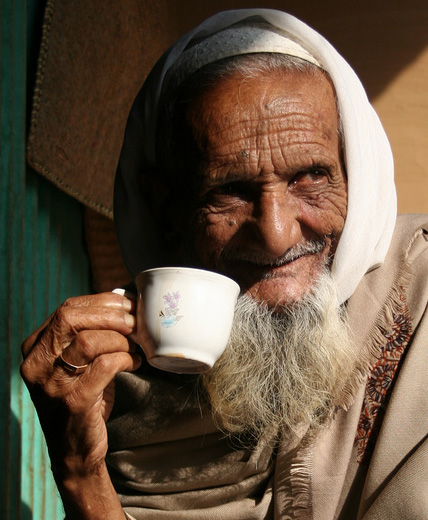
Muž s vráskami pijící čaj

### Faktory ovlivňující vznik vrásek
Vznik vrásek ovlivňuje celá řada vnějších i vnitřních faktorů. Velkou měrou se na stárnutí pokožky podílí například kouření nebo vystavování UV záření. Časté slunění aktivuje v pokožce enzymy, které rozrušují strukturu kolagenu a narušují tak obnovu pokožky.
Mezi další faktory patří nedostatek spánku, stres nebo přílišná konzumace alkoholu.

### Prevence vzniku vrásek
Základem zamezení vzniku vrásek je zdravý životní styl s vyváženou stravou bohatou na:
- selen
- zinek
- vitaminy A, E a C

Antioxidanty obsažené v zeleném čaji dokážou zabránit působení volných radikálů, které poškozují strukturu buněk.

### Metody odstranění vrásek
Způsoby jak odstranit vrásky můžeme rozdělit na invazivní a neinvazivní. Do první skupiny řadíme veškeré zákroky plastické chirurgie jako je operace očních víček nebo facelift. Do kategorie neinvazivních metod spadají v první řadě různé krémy a kosmetické přípravky, které mají pleti dodávat účinné látky pro hydrataci a regeneraci (kyselina hyaluronová, retinol apod.).
Velký rozmach zažívají dermatologické metody pro omlazení pleti pomocí různých výplňových materiálů – ty se injekčně aplikují do vrásky a dorovnají ji s okolní pokožkou. Výplňové materiály se rozdělují na krátkodobé (trvání účinku 6 – 9 měsíců), střednědobé (1 – 2 roky) a dlouhodobé (5 i více let).
Mezi další způsoby omlazení pleti patří aplikace různých postupů, které stimulují přirozenou tvorbu kolagenu. Mezi nejdostupnější patří frakční CO2 laser, radiofrekvence (tzv. neinvazivní vypnutí pleti) nebo aplikace medicinálního oxidu uhličitého (karoboxoterapie).

## Kulturní rozměr vrásek
Zatímco u mužů jsou vrásky vnímány jako důkaz zkušeností, rozhledu a moudrosti, u žen jsou často vnímány čistě negativně jako vada na kráse. V honu za ideálem krásy ženy často sahají i k drastickým metodám, které sice vrásky úplně odstraní, ale zároveň tím připraví tvář o její výraz a přirozený vzhled.